# PMM-2M
Pour les articles homonymes, voir PMM.
PMM-2M est un véhicule amphibie chenillé militaire russe capable de transporter des véhicules sur son toit et de les transporter sur l'eau à la manière d'un bac (bateau) ou d'un transbordeur. On peut en déployer plusieurs, en série, afin de l'utiliser comme pont flottant, au besoin.

## Description
Il complète le PMP (pont flottant).
Il est comparable à l'engin de franchissement de l'avant de l'armée française. 

## Galerie d'images

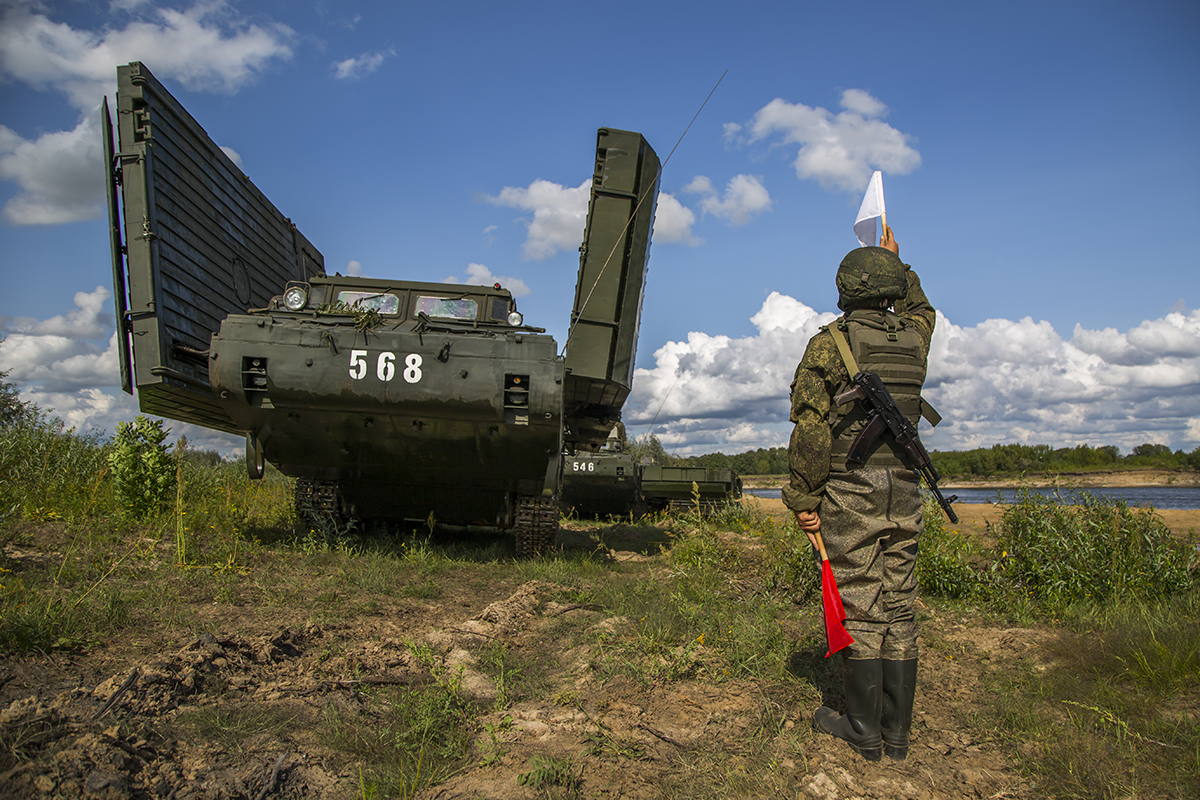
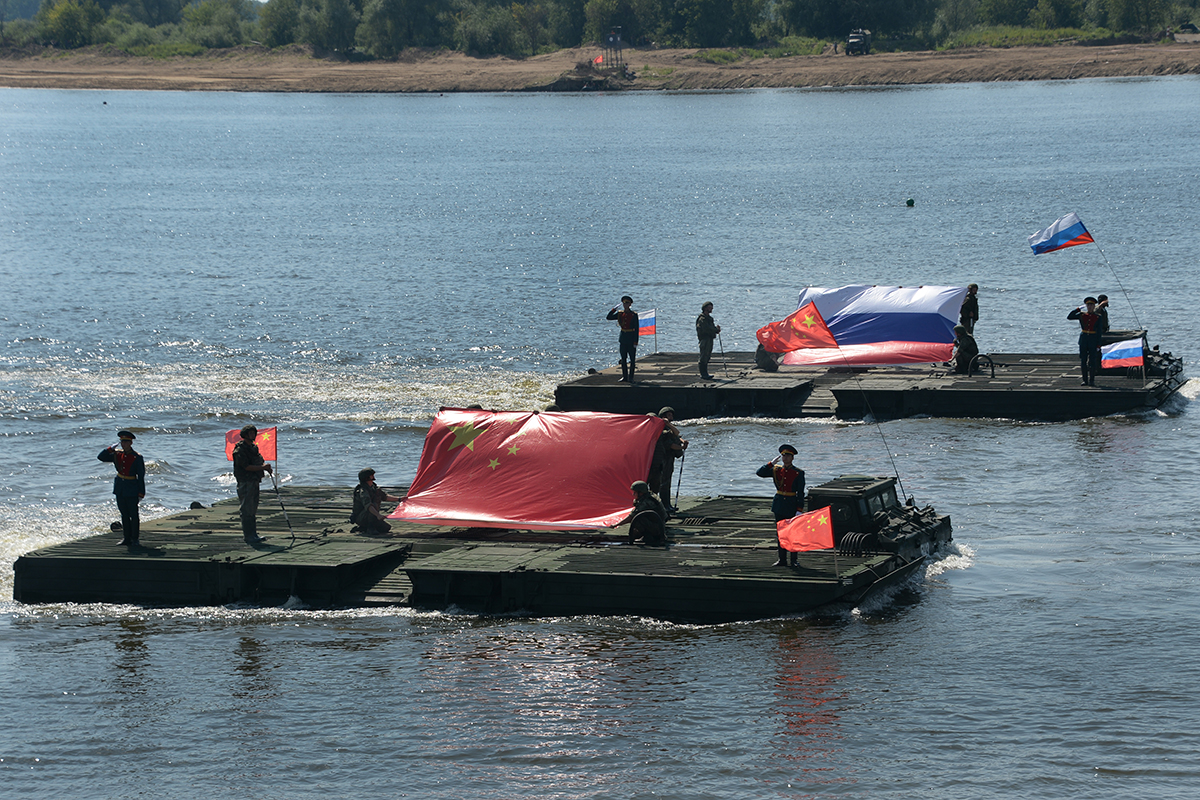
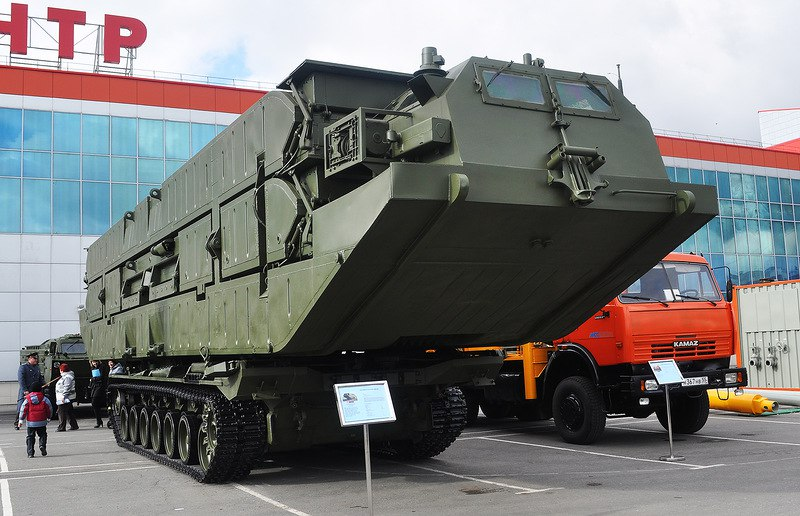
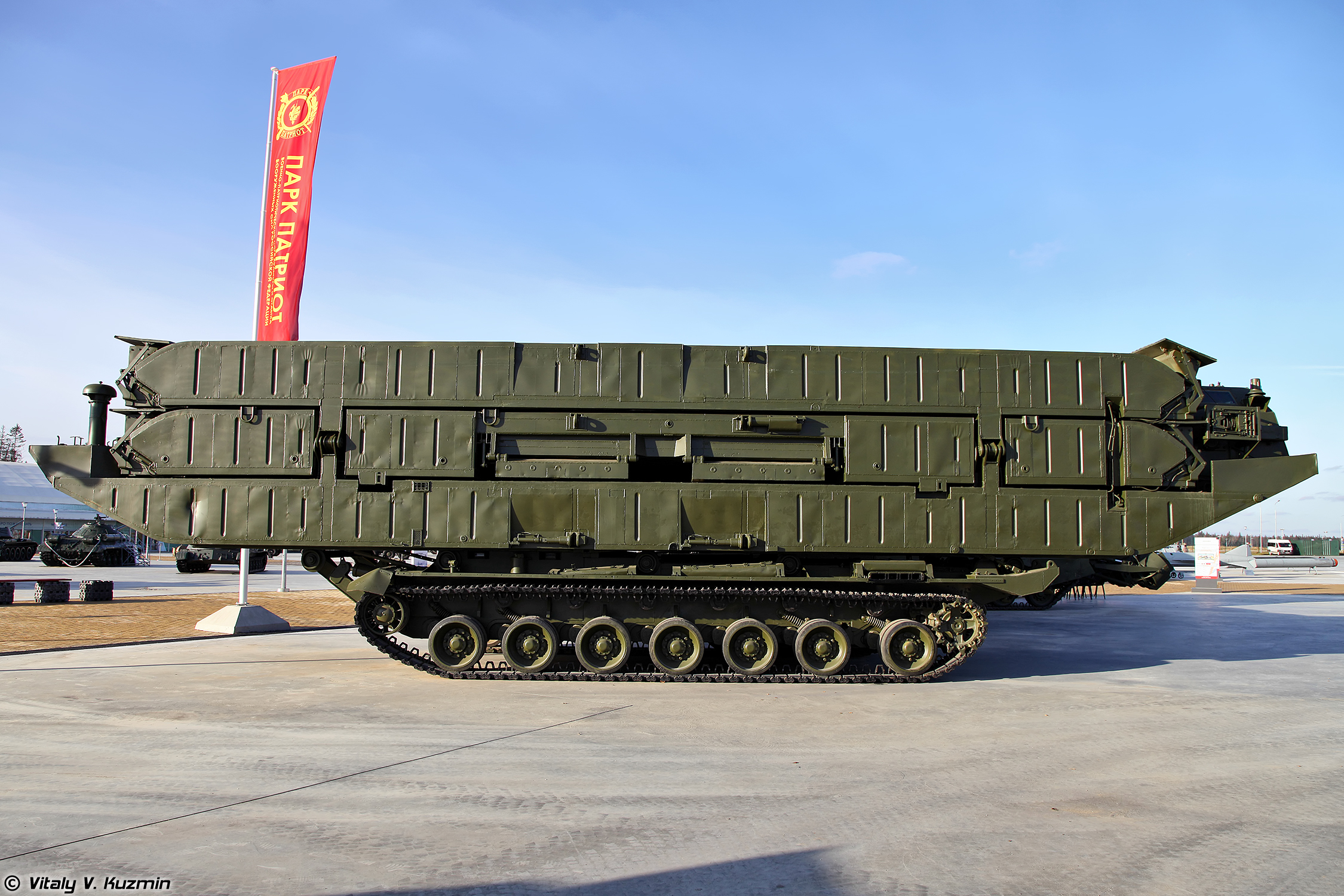